# 삼흥고속
삼흥고속(三興高速)은 충청남도를 연고로 하는 시외버스 업체이다. 본사 및 면허 등록지는 충청남도 공주시 전막2길 10-3(신관동)으로 되어 있다. 2018년 5월부터 KD운송그룹에 인수되었다.

## 역사
1966년에 삼흥여객자동차로 설립하였다. 세종시내버스를 성일버스, 청양군내버스를 청양교통, 공주시내버스를 시민교통 등으로 각각 분사하였다. 1997년 상호명을 삼흥여객자동차에서 삼흥고속으로 변경하였으며, 2006년 체불 임금문제로 파업을 벌어온 시민교통을 다시 인수하였으나 2010년 계열사에서 분리하였으며, 2016년에는 세종교통과 청양교통이 계열사에서 분리되면서 현재에 이르게 되었다. 2018년 5월 25일에 KD운송그룹에 인수되면서 차량 도색이 보라색으로 변경되었다.

## 운행 노선
2023년 7월 18일 기준이다.
| 운행업체      | 보유 노선수 | 보유 노선수 | 보유 노선수 | 면허 대수 | 면허 대수 | 면허 대수 | 등록 대수 | 등록 대수 | 등록 대수 |
| ------------- | ----------- | ----------- | ----------- | --------- | --------- | --------- | --------- | --------- | --------- |
| 운행업체      | 노선 합계   | 시외버스    | 고속버스    | 대수 합계 | 시외버스  | 고속버스  | 대수 합계 | 시외버스  | 고속버스  |
| 삼흥고속 (KD) | 88          | 88          | -           | 90        | 90        | -         | 90        | 90        | -         |

### 고속버스
2019년 4월 기준이다. 모든 노선이 시외버스에서 고속버스로 전환된 노선으로, 타 회사에서 양수받았다.
| 운행 노선   | 공동 운행사 | 운행구간 | 운행구간 | 운행구간 | 경유지               | 운행 대수 | 운행 대수 | 비고 |
| 운행 노선   | 공동 운행사 | 운행구간 | 운행구간 | 운행구간 | 경유지               | 일반      | 우등      | 비고 |
| ----------- | ----------- | -------- | -------- | -------- | -------------------- | --------- | --------- | --- |
| 대전 ↔ 울산 | 대원고속    | 대전     | ↔        | 울산     | 신복                 | 1         | 3         | 2014년 3월 28일 우등 1대 일반전환 2018년 9월 1일 동양고속에서 양수                                                                                          |
| 세종 ↔ 울산 | 대원고속    | 세종     | ↔        | 울산     |                      | 1         | 1         | 2014년 9월 29일 신설 인가 2015년 9월 23일 운행중지 2018년 11월 7일 코리아와이드경북에서 양수                                                                |
| 천안 ↔ 진주 | 경전여객    | 천안     | ↔        | 진주     | 인삼랜드휴게소, 개양 | 1         | 2         | 2014년 1월 10일 고속버스로 전환 2015년 3월 27일 일반 1대 우등전환 2016년 3월 2일 진주고속버스터미널 도착으로 변경 2018년 11월 7일 코리아와이드경북에서 양수 |
| 천안 ↔ 창원 | 경전여객    | 천안     | ↔        | 창원     | 마산                 | 1         | 1         | 2018년 신설 미운행 노선 |
| 청주 ↔ 창원 |             | 청주     | ↔        | 창원     | 사창, 남청주, 마산   | 2         | 2         | 2016년 3월 2일 중간경유지 추가 2016년 9월 13일 일반 증차 2018년 12월 6일 코리아와이드대성에서 양수                                                          |

### 시외버스
동서울종합버스터미널 (구의동) 출발 노선
- 동서울 → 대전청사 → 유성 (금남고속, 중부고속과 공동 운행, 주말(금토일) 차량 증회 운행, 전 차량 우등)
- 동서울 → 자운대 (세종청사, 세종시 경유, 금남고속과 공동 운행)[3]
- 동서울 → 공주 (잠실역, 가락시장, 장지역 경유, 금남고속, 대원고속[4]과 공동 운행)
- 동서울 → 논산 (잠실역, 가락시장, 장지역, 공주, 산성동 경유, 금남고속과 공동 운행, 1일 2회 강경 종착 운행)
- 동서울 → 부여 (잠실역, 가락시장, 장지역, 공주, 산성동 경유, 금남고속과 공동 운행)

서울남부버스터미널 (서초동) 출발 노선
- 서울남부 → 천안 (금남고속, 대원고속과 공동 운행)
- 서울남부 → 공주 (천안 경유 완행과 공주산성동 종착 우등형 직행으로 나뉨, 금남고속과 공동 운행, 일부 시간대 세종청사, 세종 경유 운행)
- 서울남부 → 논산 (천안, 공주 경유 완행, 금남고속과 공동 운행, 1일 5회 강경 종착 단독 운행)
- 서울남부 → 부여 (천안, 공주 경유 완행과 우등형 직행으로 나뉨, 금남고속과 공동 운행)
- 서울남부 → 유구 (천안, 아산온양, 송악 경유, 대원고속과 공동 운행, 1일 1회 정산 종착 단독 운행)
- 서울남부 → 탕정 (죽전, 신갈영덕, 천안3공단, 선문대학교, 트라팰리스 경유, 금남고속과 공동 운행)
- 서울남부 → 장항 (서천 경유, 금남고속, 충남고속, 한양고속과 공동 운행)
- 서울남부 → 세종청사 → 세종시 (충남고속, 한양고속, 금남고속, 중부고속, 금호고속과 공동 운행)

평택시외버스터미널 출발 노선
- 평택 → 청주 (평택대 경유, 새서울고속, 충북리무진과 공동 운행)
- 평택 → 동대구 (세종청사, 세종시, 구미 경유)
- 평택 → 고현 (세종청사, 세종시, 거제 경유, 경원여객과 공동 운행)

청주시외버스터미널 (가경동) 출발 노선
- 청주 → 성남 (새서울고속과 공동 운행)
- 청주 → 안산 (금남고속, 새서울고속과 공동 운행)
- 청주 → 수원 (오산 경유, 새서울고속과 공동 운행)
- 청주 → 공주 (조치원, 세종청사, 세종 경유)
- 청주 → 논산 (조치원, 세종청사, 세종, 공주 경유)
- 청주 → 강경 (조치원, 세종청사, 세종, 공주, 논산 경유)
- 청주 → 부여 (조치원, 세종청사, 세종, 공주, 산성동 경유)
- 청주 → 안동 (경북대학교 상주캠퍼스, 예천 경유, 충북리무진, 친선고속과 공동 운행)

대전서남부터미널 (유천동) 출발 노선
- 대전서남부 → 공주 (유성 경유 직행과 유성, 공암, 공주산성동 경유 완행 나뉨 , 금남고속과 공동 운행)
- 대전서남부 → 청양 (유성, 공암, 공주, 정산 경유, 금남고속, 충남고속과 공동 운행)
- 대전서남부 → 보령 (유성, 공주, 정산, 청양 경유, 금남고속, 충남고속과 공동 운행)
- 대전서남부 → 예산 (유성, 공암, 공주, 유구 경유, 금남고속, 충남고속과 공동 운행)
- 대전서남부 → 당진 (유성, 공주, 기지시 경유, 금남고속, 충남고속과 공동 운행)

대전복합터미널 (용전동) 출발 노선
- 대전복합 → 청주 (남부정류장 경유, 강원고속,[5] 금강고속,[5] 서울고속, 충북리무진, 대성고속, 친선고속, 금남고속과 공동 운행)
- 대전복합 → 공주 (유성, 공암, 산성동 경유, 금남고속과 공동 운행)
- 대전복합 → 보령 (유성, 공주, 정산, 쳥양 경유, 금남고속, 충남고속과 공동 운행)[6]
- 대전복합 → 삼척 (강릉, 동해 경유, 서울고속과 공동 운행)
- 대전복합 → 태백 (상주, 꽃동산, 예천, 영주, 봉화, 장수, 도리원 경유)

유성시외버스터미널 (봉명동) 출발 노선
- 유성 → 공주 (직행과 산성동 경유 완행 나뉨, 금남고속과 공동 운행, 1일 1회 대평동, 세종, 장군면, 신관동, 공주터미널, 공주산성동 종착 단독 운행)
- 유성 → 청양 (공주, 정산 경유, 금남고속, 충남고속과 공동 운행)
- 유성 → 보령 (공주, 정산, 청양 경유, 금남고속, 충남고속과 공동 운행)
- 유성 → 예산 (공주, 유구 경유, 금남고속, 충남고속, 한양고속[7]과 공동 운행)
- 유성 → 당진 (공주, 기지시 경유, 금남고속, 충남고속과 공동 운행)

천안종합버스터미널 (신부동) 출발 노선
- 천안 → 논산 (공주 경유, 금남고속과 공동 운행)
- 천안 → 강경 (공주, 논산 경유, 금남고속과 공동 운행)
- 천안 → 부산 (대원고속 공동 운행)

공주종합버스터미널 (신관동) 출발 노선
- 공주 → 천안 (완행과 일부 시간대 세종, 세종청사 경유로 나뉘며 금남고속과 공동 운행, 1일 1회 세종, 세종청사, 조치원, 전의 경유 종착 단독 운행)
- 공주 → 부여 (완행과 공주역(KTX) 경유로 나뉨, 금남고속과 공동 운행)

논산시외버스터미널 (취암동) 출발 노선
- 논산 → 공주 → 인천국제공항 (우등형 직행, 금남고속과 공동 운행)[8]
- 논산 → 공주 (완행과 공주역(KTX) 경유로 나뉨, 금남고속과 공동 운행)

부여시외버스터미널 출발 노선
- 부여 → 인천 (산성동, 공주 경유, 금남고속, 동양고속[9]과 공동 운행, 일부 시간대 세종, 세종청사 경유 운행)
- 부여 → 수원 (산성동, 공주, 오산경유, 금남고속과 공동 운행, 일부 시간대 세종, 세종청사 경유 운행)
- 부여 → 천안 (공주 경유 완행, 금남고속, 대원고속과 공동 운행, 1일 1회 은산, 정산, 유구, 아산 경유 단독 운행)
- 부여 → 인천국제공항 (무정차와 공주 경유로 나뉨, 금남고속과 공동 운행)

진천시외버스터미널 출발 노선
- 진천 → 인천 (이 노선은 태화상운에서 선진고속으로 1차 양수 후 다시 삼흥고속에 재 양수된 노선이다. 이월, 광혜원, 두원공대, 죽산, 우만동, 수원, 서수원, 안산 경유, 경일여객, 친선고속과 공동 운행)

서산공용버스터미널 출발 노선
- 서산 → 포항 (당진, 기지시, 구미, 경주 경유, 충남고속과 공동 운행)
- 서산 → 울산 (당진, 기지시, 울산신복 경유, 충남고속과 공동 운행)
- 서산 → 동대구 (당진, 기지시, 구미 경유, 충남고속과 공동 운행)

구미종합터미널 출발 노선
- 구미 → 동대구 → 거창

## 운행 차량
현대자동차
- 현대 뉴 프리미엄 유니버스 스페이스 럭셔리
- 현대 뉴 프리미엄 유니버스 익스프레스 노블
- 현대 유니버스 스페이스 엘레강스
- 현대 뉴 프리미엄 유니버스 노블

기아
- 기아 뉴 그랜버드 그린필드
- 기아 뉴 그랜버드 파크웨이

자일대우버스
- 자일대우 FXⅡ116 크루징 애로우
- 자일대우 FXⅡ120 크루징 스타
- 자일대우 FX116 하모니
- 자일대우 FX120 에이스

## 사진

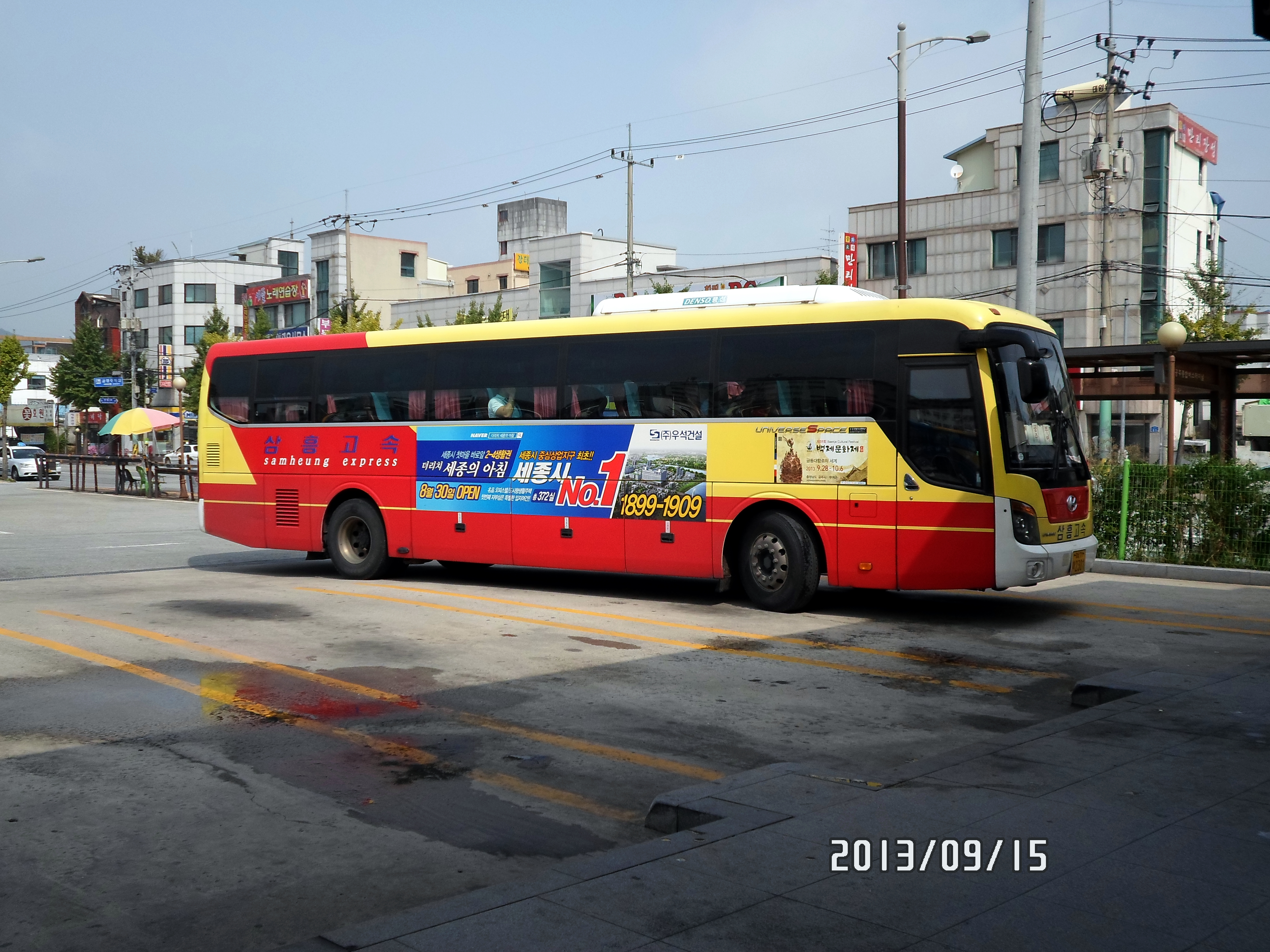
유니버스 스페이스 럭셔리 (KD운송그룹 인수 전)
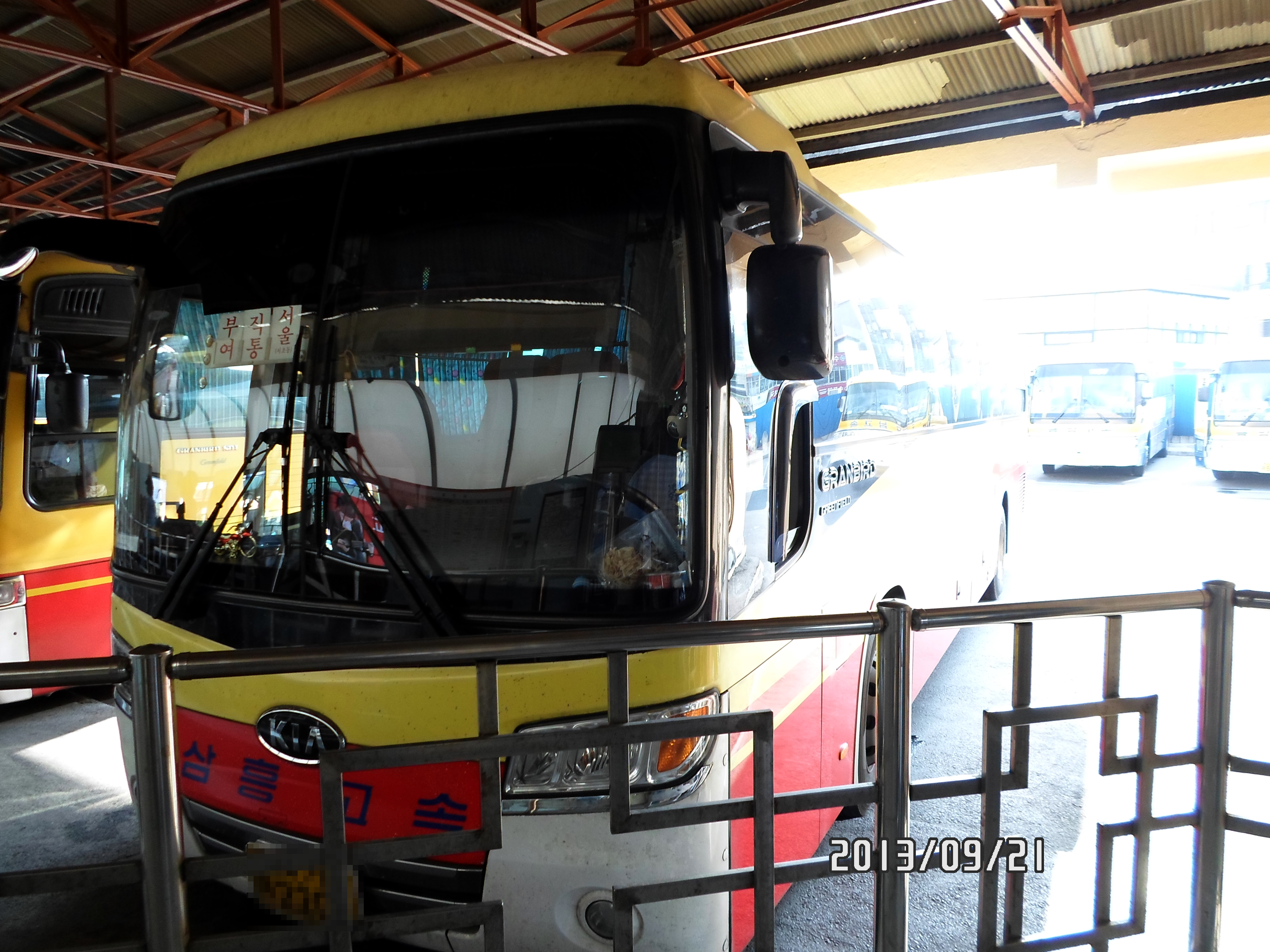
뉴 그랜버드 그린필드 (KD운송그룹 인수 전)
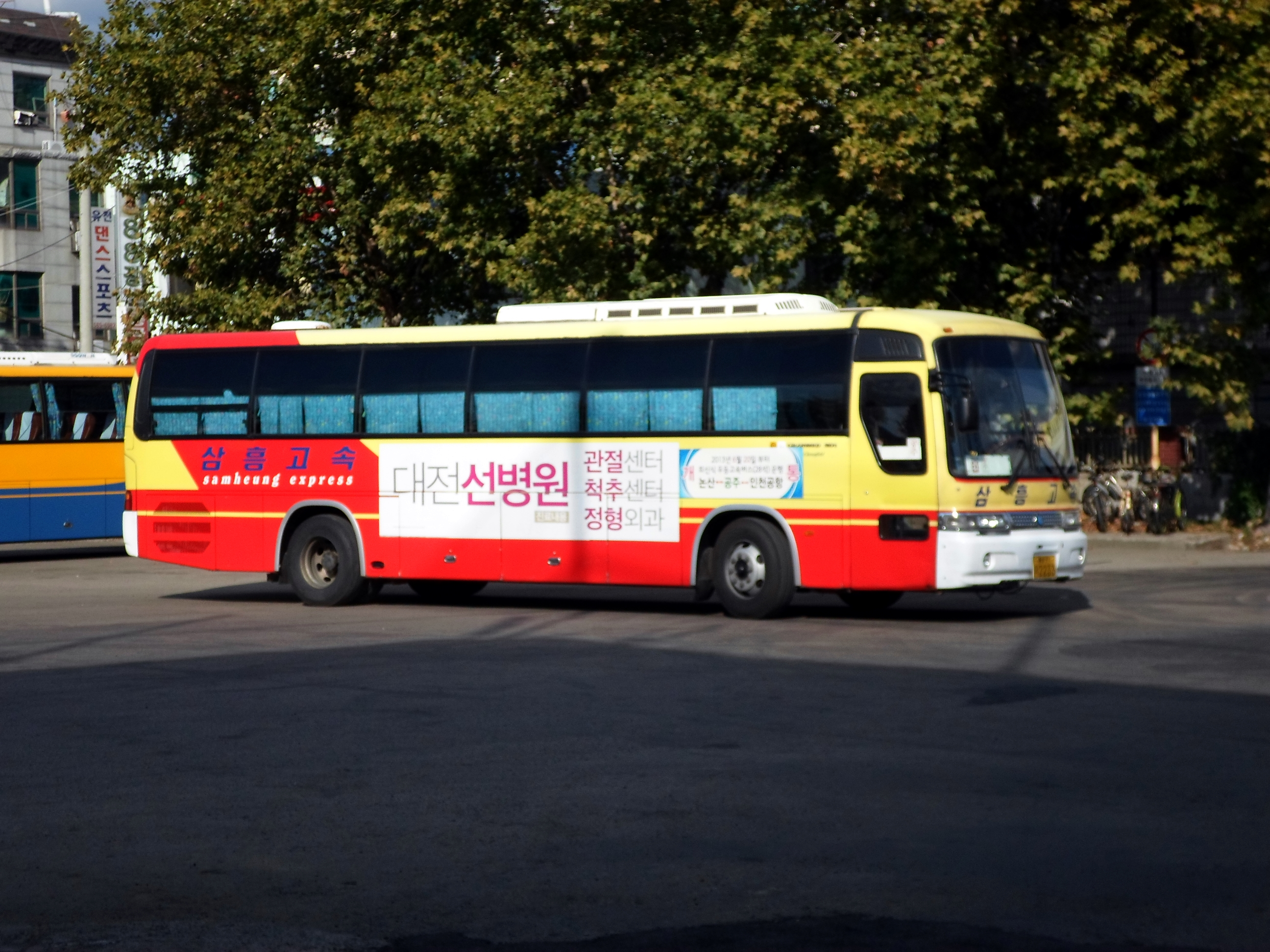
그랜버드 그린필드 (대차됨)
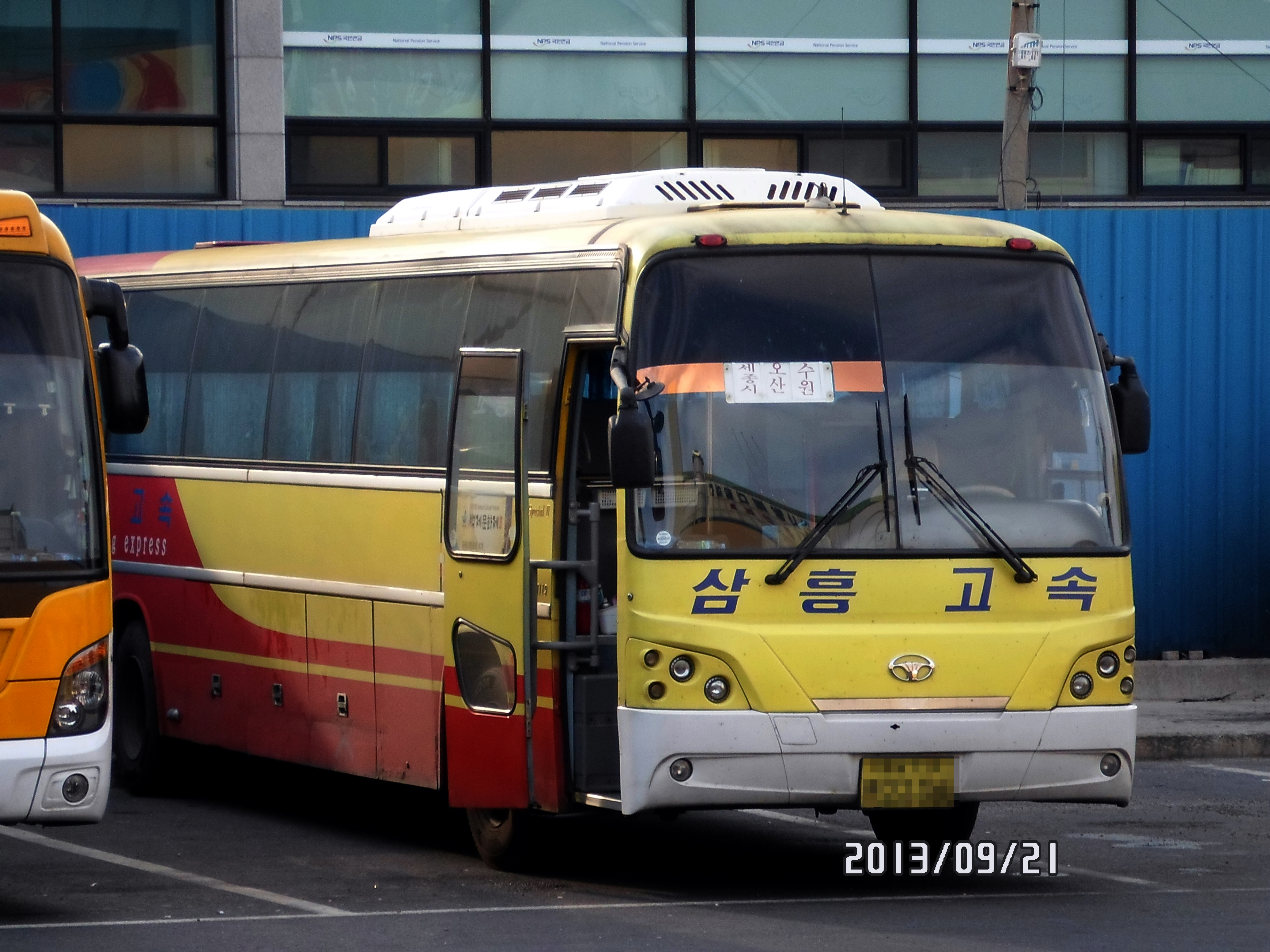
BH119H 로얄스페셜 Ⅱ (대차됨)